# Огнём и мечом (выражение)
Огнём и мечом — крылатое выражение. Выражение отражает древний способ излечивать болезни и раны, вырезая их ножом и прижигая огнём или раскалённым металлом; отсюда возникло изречение древнегреческого врача Гиппократа:
Что не исцеляет лекарство, то исцеляет железо, что не может исцелить железо, то исцеляется огнём.
Позднее, у римских поэтов I в. до н. э. (Овидий, Проперций и другие), выражение «огнём и мечом» получило значение: уничтожать неприятеля мечом и пожарами. «Огнём и мечом» — название романа Генрика Сенкевича, в котором изображена борьба украинского казачества с панской Польшей в XVII в. В дальнейшем же выражение это стало употребляться в значении «безжалостно истреблять, уничтожать вообще что-либо, применяя самые крайние меры насилия».
Фраза встречается в Библии, в книге пророка Исаии 66:16 (733—701 г. до н. э.):
Ибо Господь с огнём и мечом Своим произведет суд над всякою плотью, и много будет пораженных Господом.